# Maksim Sergeevich Matlakov
Maksim Sergeevich Matlakov (tiếng Nga: Максим Сергеевич Матлаков; sinh 5 tháng 3 năm 1991) là một đại kiện tướng cờ vua Nga và nhà vô địch châu Âu 2017.

## Sự nghiệp
Matlakov giành được ba huy chương tại các Giải vô địch cờ vua trẻ thế giới: hai huy chương đồng ở lứa tuổi không quá 12 (U12) năm 2003 và U14 năm 2005, và huy chương vàng U18 năm 2009. Anh vô địch Giải vô địch cờ vua Sankt Peterburg và giải Tưởng niệm Aivars Gipslis cùng trong năm 2009. Matlakov vô địch Giải thanh niên Nga (U20) năm 2011.
Anh xếp đồng hạng nhì, hạng sáu sau khi xét hệ số phụ tại Giải vô địch cờ vua cá nhân châu Âu năm 2012 với 8/11 điểm và giành quyền tham dự Cúp cờ vua thế giới 2013. Anh đánh bại Smeets ở vòng đầu tiên và dừng bước ở vòng thứ hai ở loạt tiebreak trước Mamedyarov. Năm 2013 Matlakov đồng vô địch ở Giải cờ vua Tưởng niệm Chigorin tại Sankt Peterburg, hạng ba sau khi xét hệ số phụ, xếp sau Eljanov và Kokarev.
Tháng 2 năm 2014, anh đồng vô địch với Moiseenko tại Giải cờ vua Moskva mở rộng.. Tháng 7 năm 2014, anh đồng hạng nhì với Negi, Jones và Rodshtein tại Cúp Politiken ở Helsingør, hạng ba sau khi xét hệ số phụ. Matlakov vô địch nội dung cờ chớp của giải này. Tại Cúp cờ vua thế giới 2015 anh bị loại ngay từ vòng đầu tiên, thua Guseinov tại loạt cờ nhanh tiebreak.
Tháng 4 năm 2017, anh đồng hạng nhất với Vitiugov, Bacrot và Kozul tại Giải cờ vua Grenke mở rộng tại Karlsruhe, Đức, xếp á quân sau khi xét hệ số phụ. Tháng 6, Matlakov giành danh hiệu quan trọng nhất trong sự nghiệp khi vô địch châu Âu tại Minsk, bằng điểm nhưng hơn hệ số phụ Jobava và Fedoseev. Cả ba đạt 8½/11 điểm.

### Thi đấu đồng đội
Matlakov giành huy chương bạc cá nhân bàn 5 ở European Club Cup 2013 tại Sankt Peterburg. Hai năm sau, cùng giải đấu này, anh giành huy chương đồng đồng đội với đội St. Peterburg "Mednyi Vsadnik". Năm 2017, Matlakov thi đấu cho đội tuyển Nga, giành huy chương bạc đồng đội tại Giải vô địch cờ vua đồng đội thế giới ở Khanty-Mansiysk.

### Các hoạt động khác
Matlakov làm trợ tá cho Peter Svidler tại các giải tuyển chọn ứng viên cho trận tranh ngôi vua cờ các năm 2013, 2014 và 2016.